# Suszeniec
Suszeniec – wieś w Polsce położona w województwie mazowieckim, w powiecie żyrardowskim, w gminie Mszczonów.
W skład sołectwa Suszeniec wchodzi także wieś  Edwardowo.
W latach 1975–1998 miejscowość administracyjnie należała do województwa skierniewickiego.